# Trabajadores de Izquierdas
Trabajadores de Izquierdas (en estonio: Pahempoolsed töölised ja kehvikud, PTK) fue un partido político de Estonia. 

## Historia
El partido era una fachada del Partido Comunista de Estonia, que había utilizado organizaciones paraguas para participar en política desde su prohibición en 1918. En las elecciones de 1932 obtuvo cinco escaños, menos que los seis que los comunistas habían conseguido en las elecciones de 1929, presentándose bajo la apariencia del Partido de los Trabajadores de Estonia.
Junto con todos los demás partidos, el partido fue prohibido en 1935 tras el autogolpe de Estado de Konstantin Päts.

## Resultados electorales
Los resultados electorales antes de su disolución fueron los siguientes:
| Elección | Votos  | %    | Escaños | +/–   | Posición |
| -------- | ------ | ---- | ------- | ----- | -------- |
| 1932     | 25.966 | 5,19 | 5/100   | Nuevo | 4.º      |